# Crisi del quarto di secolo
La crisi del quarto di secolo, o anche crisi del quarto di vita (Quarter-Life Crisis in inglese), è una fase che ricade dai 20 fino intorno ai 25 anni, caratterizzata da ansia da prestazione (professionale), senso di soffocamento (che sia per un lavoro o per un matrimonio) e, nei casi più gravi, depressione.

## Storia
Lo studio delle crisi legate al passaggio all'età adulta nasce nel XX secolo. Le pubblicazioni degli psicologi Walter B. Pitkin nel 1932 e Charlotte Bühler nel 1933 stabilirono le basi per lo studio dello sviluppo della personalità negli adulti. Fino agli anni '60, la psicologia non considerava l'adulto in una prospettiva evolutiva, dato che era considerato intellettualmente stabile. Di contro, Charlotte Bühler mise in evidenza che l'uomo ricerca sempre la gratificazione, l'espansione creativa e un certo ordine interno; l'espressione di queste tendenze porta alla ricerca della soddisfazione personale che, se ostacolata, porta a sentimenti di frustrazione. Queste rivelazioni portarono in seguito alla nascita della psicologia umanista assieme a Carl Rogers e Abraham Maslow.

## Aspetti
Secondo Meredith Goldstein, la crisi avviene dopo i vent'anni, dopo essere entrati nel "mondo reale". L'esistenza di questa crisi è stata proposta da Erik Erikson, il quale aveva già proposto otto diversi periodi di crisi nella vita umana, tra i quali è identificabile questo. La crisi del quarto di vita è simile alla crisi di mezz'età e altri periodi di difficoltà di crescita personale individuati prima dei 50 anni.
Il conflitto associato ai giovani adulti è quello dell'intimità contro l'isolamento, ovvero tra il desiderio di intraprendere relazioni affettive stabili e quello di mantenere la propria indipendenza affettiva. Secondo Erikson, dopo aver stabilito una certa identità, i giovani adulti tendono a desiderare rapporti romanticamente più intensi e stabili con le altre persone. I motivi della crisi sono da cercare essenzialmente nell'ambito lavorativo ed affettivo. Negli uomini, le difficoltà lavorative sono maggiormente un motore dietro la crisi che nelle donne, per le quali famiglia e relazioni interpersonali irrealizzate costituiscono la maggiore preoccupazione. I problemi della vita adulta, legati a difficoltà finanziarie e alla rottura delle relazioni, fra cui il divorzio, costituiscono gli scogli davanti ai quali le persone in crisi si sentono impotenti.
Carl Jung, essenzialmente in linea con il pensiero di Erikson, mette in evidenza l'aumento della ricerca dell'isolamento nei giovani adulti: una reazione ai drastici cambiamenti che affrontano, sia sul piano sociale che personale, che determinano una profonda rivalutazione del proprio sistema di valori. Entrare nel mondo adulto è anche subire il peso dell'indipendenza nuovamente acquisita. La transizione dalla casa parentale a una vita autonoma può essere più o meno brusca e porta ad affrontare prove per le quali non si è necessariamente pronti, come il matrimonio o il lavoro.
Comunemente i sintomi sono quelli di sentirsi "persi, impauriti, soli e confusi", intorno alle decisioni da prendere per il futuro, per passare ufficialmente all'età adulta. Alcuni studi hanno dimostrato che la disoccupazione e la scelta di un percorso di carriera rappresentano i maggiori promotori di questa crisi.

### Uscire dalla crisi
Una volta risolti i problemi scatenanti della crisi, la ricrescita personale, fatta di affermazione lavorativa o dal nascere di nuove relazioni stabili, risulta più lenta per la fascia di età che va da 40 a 44 anni. Ciononostante, gli individui con un'attitudine positiva riguardo alle loro difficoltà e capaci di provare una forma di empatia verso se stessi, vedono gli episodi di ansia diminuire rapidamente. Relativamente ai diversi caratteri e background familiari e culturali, le transizioni legate alla crescita personale (crisi di quarto di secolo, crisi di mezz'età), chi è capace di interpretare le difficoltà come elemento di crescita personale, raccoglie persino una soddisfazione e uno sviluppo della personalità dal periodo di crisi.

## Generazione Y
La rilevanza, anche clinica, della crisi del quarto di secolo, appare in aumento nelle generazioni che affrontano questo periodo all'inizio del XXI Secolo, almeno nel mondo occidentale. I cosiddetti millennials vengono anche definiti Generazione boomerang o Generazione Peter Pan, a causa della tendenza a ritardare alcuni riti di passaggio verso l'età adulta rispetto alle generazioni precedenti. Diversi fattori contribuiscono a questa tendenza, tra cui la crisi economica, la difficoltà a entrare nel mondo del lavoro, la fluidità delle relazioni interpersonali, e il fatto che le regole sociali e i valori siano sempre più sfumati.
Robinson, nel 2015, ha proposto un aggiornamento delle categorie eriksoniane, e suggerisce che nel terzo millennio il conflitto sia prevalentemente tra impegno sociale e indipendenza.
La tensione esistente tra integrazione nel mondo del lavoro e ricerca della propria libertà personale, tipica di questa fascia di età, è identificata anche in Giappone con il neologismo freeter.

## Nell'arte

### Cinema e TV
La crisi del quarto di secolo è l'oggetto del film del 1967 Il laureato, che contiene una delle prime descrizioni di questo fenomeno. Altre pellicole che hanno per tema la crisi del quarto di secolo sono: Le mille luci di New York; Esami per la vita; St. Elmo's Fire; Come solo tu sei; Giovani, carini e disoccupati; La mia vita a Garden State; Ammesso; Ghost World; Alta fedeltà; (500) giorni insieme; Lost in Translation - L'amore tradotto; Il lato positivo; Vicky Cristina Barcelona; L'alba dei morti dementi; Tiny Furniture; Fight Club; Vero come la finzione; Lo stravagante mondo di Greenberg; Frances Ha; Se mi lasci ti cancello; Dimmi quando. Inoltre trattano il tema il musical Avenue Q e le serie televisive The Office e Girls. Tra le pellicole italiane incentrate sull'argomento si può citare I laureati, film d'esordio di Leonardo Pieraccioni.

### Musica
Il singolo di John Mayer del 2003 Why Georgia esplora il concetto di crisi del quarto di vita. La canzone è basata sulle esperienze di John Mayer durante questo periodo di età, quando si trasferì in Georgia.
20 Something, la traccia finale dell'album Ctrl di SZA del 2017, approfondisce le molte insicurezze che l'artista ha vissuto nei suoi vent'anni, sia personali che professionali, e l'urgenza che ha provato di sfruttare al meglio la sua vita prima di entrare in un'età adulta matura.

### Letteratura
- Corri, Coniglio - romanzo di John Updike
- Chiaroscuro - romanzo di Davide Roccamo